# El Capulín, Villa Victoria
El Capulín är en ort i Mexiko.   Den ligger i kommunen Villa Victoria och delstaten Mexiko, i den sydöstra delen av landet, 100 km väster om huvudstaden Mexico City. El Capulín ligger 2 635 meter över havet och antalet invånare är 336.
Terrängen runt El Capulín är kuperad västerut, men österut är den platt. Runt El Capulín är det ganska tätbefolkat, med 144 invånare per kvadratkilometer. Närmaste större samhälle är Villa Victoria, 12,0 km sydost om El Capulín. I omgivningarna runt El Capulín växer huvudsakligen savannskog.